# Política da Gronelândia

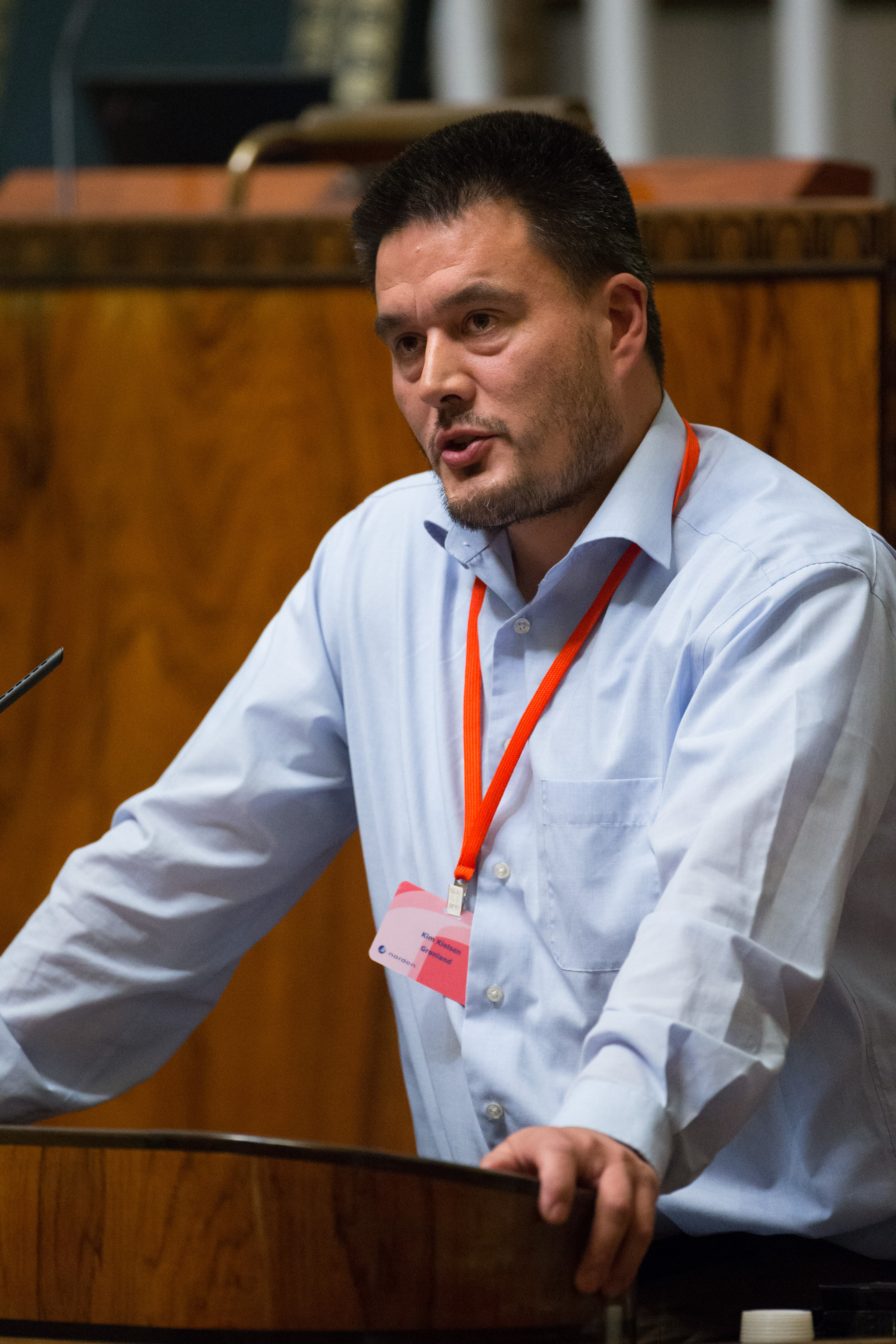
Kim Kielsen
Chefe de Governo da Groenlândia

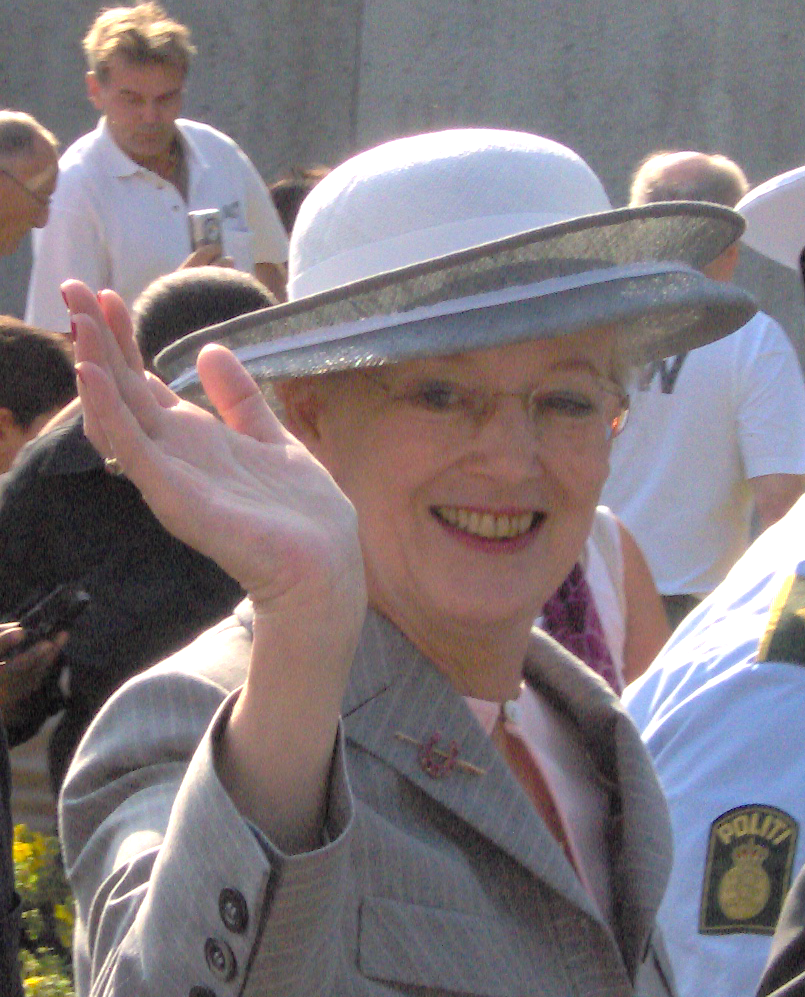
Rainha Margarida II da Dinamarca

A Groenlândia tem um sistema político parlamentar, democrático e pluripartidário, no qual o primeiro-ministro é o chefe de governo, eleito pelo parlamento. A Groenlândia é uma região autónoma da Dinamarca (Grønlands Selvstyre) desde 2009.
O exercício e organização do poder político do país está regido pela Constituição da Dinamarca (Danmarks Riges Grundlov, 1953) e pela Lei da Autonomia da Groenlândia (Lov om Grønlands selvstyre, 2009).
O Poder Executivo é exercido pelo Governo Regional da Groenlândia (groenlandês: Naalakkersuisut / dinamarquês: Grønlands Landsstyre) e o Legislativo pelo Parlamento da Groenlândia (groenlandês: Inatsisartut / dinamarquês: Landsting). O Judiciário é independente dos demais Poderes. O chefe de Estado é a rainha da Dinamarca, representada por um Alto Comissário (Rigsombudsmanden).
A política partidária tem sido dominada pelo social-democrata Avante (Siumut) e pelo independentista e socialista Partido do Povo Inuíte (Inuit Ataqatigiit). Ao todo, são 7 os partidos que participam na gestão política do país.
O parlamento groenlandês (Inatsisartut) é unicameral, com 31 assentos ocupados por membros eleitos pelo voto direto para mandatos de quatro anos, por meio do sistema da representação proporcional. Ademais, dois parlamentares são eleitos para o parlamento da Dinamarca.
A Dinamarca é responsável pelas relações exteriores da Groenlândia.

## Partidos políticos da Groenlândia
Participaram nas Eleições regionais na Gronelândia em 2025 os seguintes partidos:

| Partido                                  | Ideologia                          |
| ---------------------------------------- | ---------------------------------- |
| Democratas Demokraatit/Demokraterne      | Social-liberalismo - Autonomismo   |
| Partido Naleraq Partii Naleraq           | Centrismo – Independentismo        |
| Partido do Povo Inuíte Inuit Ataqatigiit | Esquerda - Independentismo         |
| Avante Siumut                            | Social-democracia – Autonomismo    |
| Partido da Comunidade Atassut            | Social-conservatismo - Autonomismo |
| Qulleq                                   | Independentismo                    |